# 会津田島駅

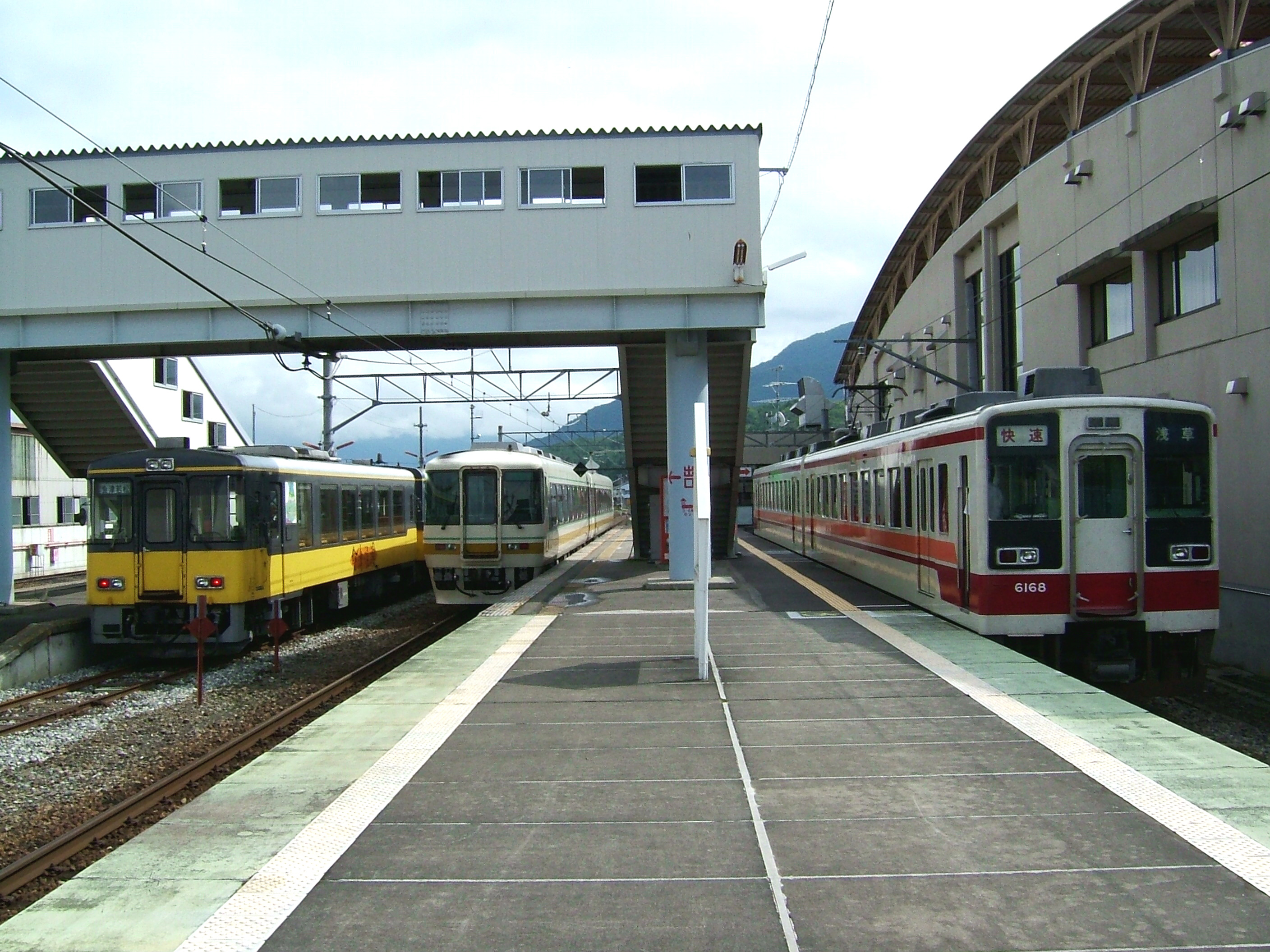
三種類の車両が並ぶホーム。会津高原尾瀬口側から西若松方面を望む。右端が1番線となる。（2004年9月）

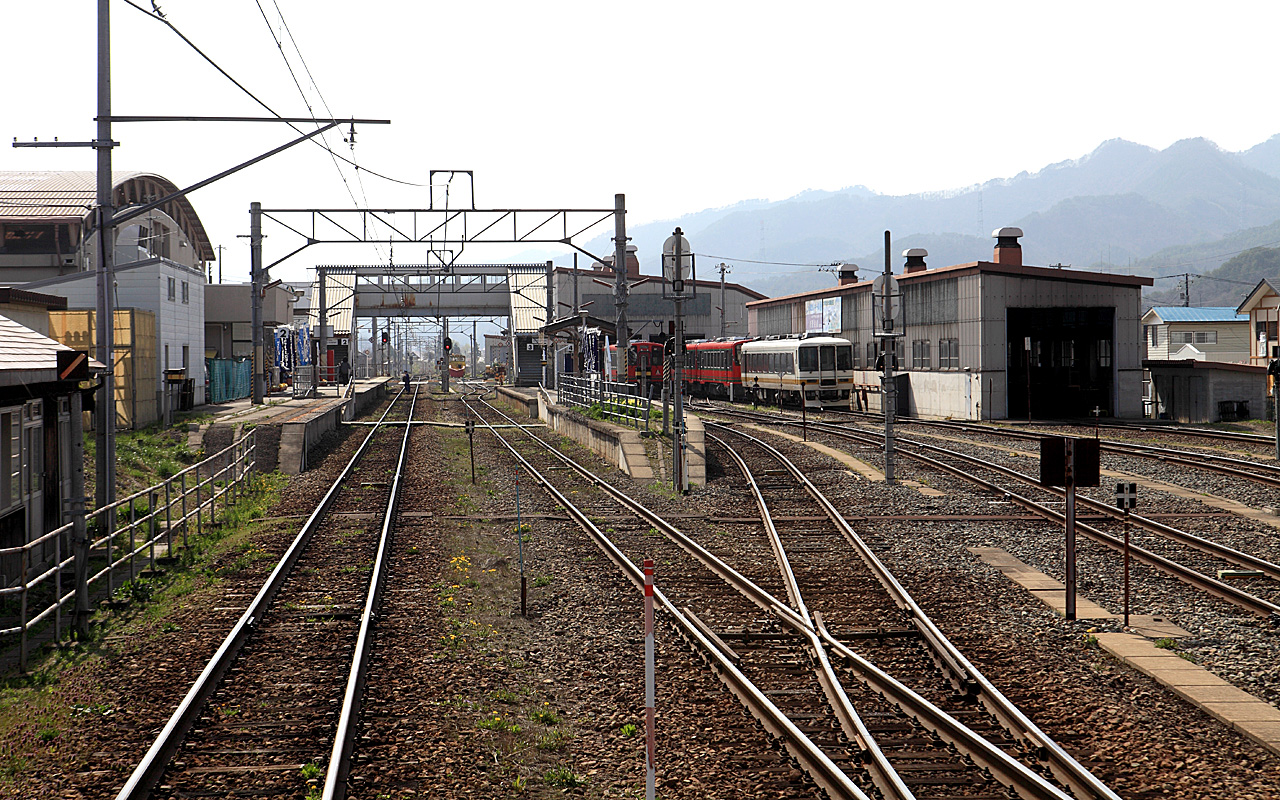
西若松方から見た駅構内
左側が駅舎

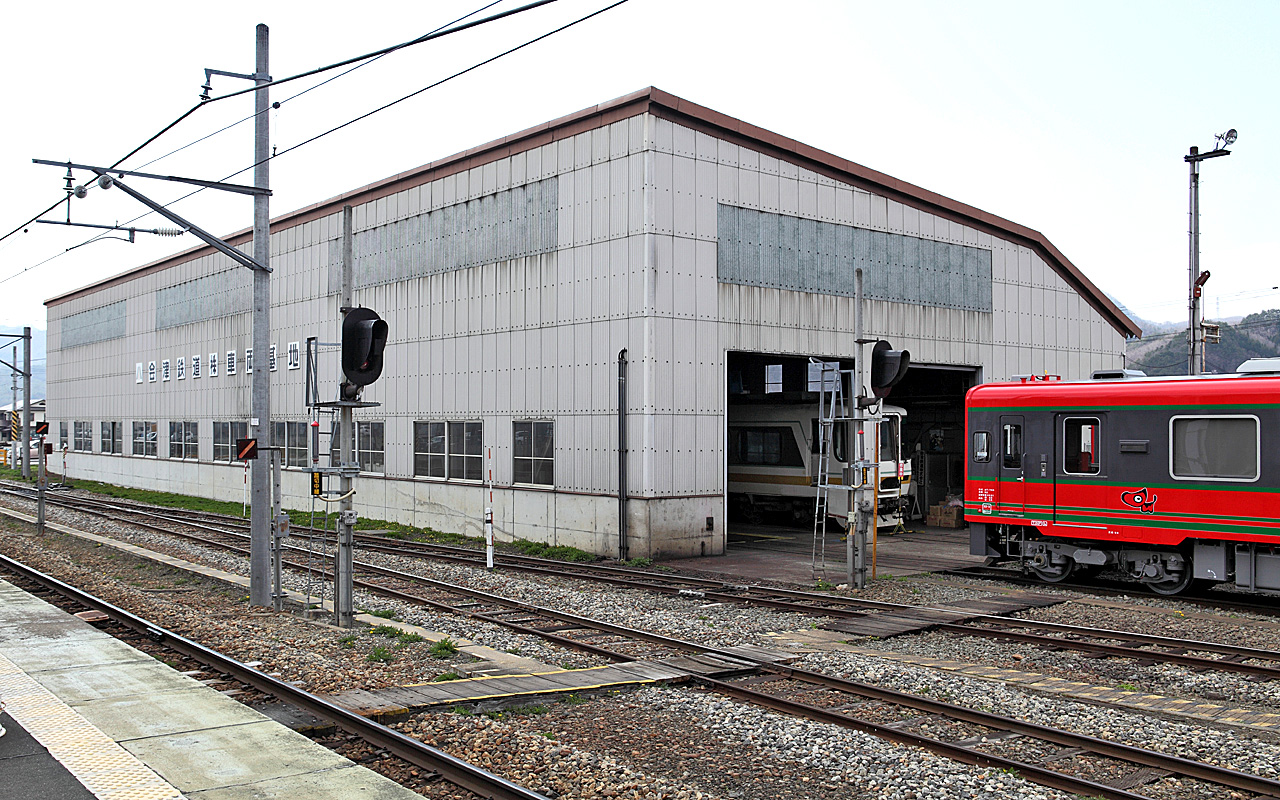
会津田島車両基地

会津田島駅（あいづたじまえき）は、福島県南会津郡南会津町田島字西番場甲にある会津鉄道会津線の駅である。
南会津町（旧・田島町）の代表駅。当駅を境に中荒井方は電化区間、田島高校前方は非電化区間である。

## 歴史
- 1934年（昭和9年）12月27日 - 国有鉄道会津線の駅として開業[1]。
- 1982年（昭和57年）8月1日 - 貨物取扱廃止[1]。
- 1984年（昭和59年）2月1日 - 荷物扱い廃止[1]。
- 1987年（昭和62年）
  - 4月1日 - 国鉄分割民営化により東日本旅客鉄道（JR東日本）の駅となる[1]。
  - 7月16日 - 会津鉄道に転換[1]。
- 1990年（平成2年）- 会津高原駅（現・会津高原尾瀬口駅） - 当駅間の電化開業に合わせて、新駅舎の供用開始。
- 2002年（平成14年） - 南会津地方の情報が集まる総合的な機能を併せ持つ駅として、東北の駅百選に認定される。
- 2012年 - ハンガリー人の職員が採用され、当駅で勤務し初めて話題となる[2]。
- 2017年（平成29年）4月21日 - 特急「リバティ会津」が運行開始[3]。
- 2022年（令和4年）3月12日 - 当駅終点の普通電車が乗り入れなくなる。[4]
- 2025年（令和7年）3月15日 - ダイヤ改正によって野岩鉄道からの区間快速電車が当駅まで乗り入れる。[5]

## 駅構造
島式ホーム2面4線を有する地上駅。直営駅で終日社員配置駅となっている。駅舎には「会津田島ふれあいステーションプラザ」を併設する。駅名標には「祭化粧に祇園の灯」と付記される。
1番線は頭端式ホームになっており、車止めの先で駅舎と1・2番線ホームが直結している。3・4番線ホームとは、会津若松方の構内踏切と会津高原尾瀬口方の跨線橋により連絡しているが、跨線橋は老朽化のため閉鎖されており、使用できない。架線が張られているのは1・2番線のみである。1番線の会津高原尾瀬口側には屋根付ピットがあり、西側（駅舎の反対側）には車両基地が隣接している。夜間滞泊が設定されている。
かつては蒸気機関車（SL）牽引貨物列車の終点駅として、駅構内に転車台・給水塔等の設備を有していたが、現在は跡地が車両基地となっている。

### のりば
| 番線 | 路線    | 行先                                                                     | 備考       |
| ---- | ------- | ------------------------------------------------------------------------ | ---------- |
| 1    | ■会津線 | 会津高原尾瀬口・野岩線新藤原・東武線鬼怒川温泉・新栃木・春日部・浅草方面 | 特急・普通 |
| 2・3 | ■会津線 | 「AIZUマウントエクスプレス」のりば                                       |            |
| 2・3 | ■会津線 | 湯野上温泉・芦ノ牧温泉・西若松・JR線会津若松・喜多方方面                 | 快速       |
| 4    | ■会津線 | 湯野上温泉・芦ノ牧温泉・西若松・JR線会津若松・喜多方方面                 | 普通       |

## 利用状況
- 会津鉄道 - 2015年度の1日平均乗車人員は260人であった[統計 1]。

| 乗車人員推移 | 乗車人員推移     |
| 年度         | 一日平均乗車人員 |
| ------------ | ---------------- |
| 2000         | 490              |
| 2001         | 447              |
| 2002         | 438              |
| 2003         | 447              |
| 2004         | 414              |
| 2005         | 416              |
| 2006         | 367              |
| 2007         | 385              |
| 2008         | 367              |
| 2009         | 332              |
| 2010         | 323              |
| 2011         | 292              |
| 2012         | 301              |
| 2013         | 290              |
| 2014         | 268              |
| 2015         | 260              |

## 駅周辺
- 南会津町役場
- 福島県南会津警察署
- 南会津地方広域市町村圏組合消防本部・南会津地方広域市町村圏組合消防署
- 南会津地方広域行政センター
- 福島県南会津合同庁舎
- 福島県南会津保健福祉事務所
- 福島地方法務局田島出張所
- 福島家庭裁判所田島出張所、田島簡易裁判所
- 御蔵入交流館
  - 南会津町文化ホール
  - 南会津町図書館
  - 南会津町中央公民館
  - 南会津町保健センター
- 南会津町会津田島祇園会館
- 南会津町立田島中学校
- 南会津町立田島小学校
- 田島郵便局
- 田島西町郵便局
- びわのかげ総合運動公園
- 福島県立南会津病院
- 国道121号
- 国道289号
- 国道400号
- 福島県道218号会津田島停車場線
- リオン・ドール 田島バイパス店
- リオン・ドール 田島店

### 周辺 名所・旧跡・観光スポット
- 細井家資料館

## バス路線
- 会津バス
  - 会津田島駅 - 県立南会津病院 - だいくらスキー場入口 - 山口温泉きらら289 - 山口営業所 - 古町タバコ屋前 - 内川 - 高畑スキー場 - 道の駅尾瀬檜枝岐前 - 檜枝岐役場前 - 檜枝岐中土合公園前（ - 尾瀬御池 - 尾瀬沼山峠）[6]
  - 会津田島駅 - 会津下郷駅 - 湯野上温泉駅 - 大内宿 - 小沼崎 - 枝松
  - 会津田島駅 - 田島高校
- 金子観光バス
  - 会津田島駅 - 県立南会津病院 - 昭和温泉[7][8] - 松山 (季節運行) [8]
- 定期路線ワゴン 自然首都・只見号（運行主体：只見町商工会）[9]
  - 会津田島駅 - 県立南会津病院 - 小林スノーステーション - ただみ・モノとくらしのミュージアム前 - 熊倉集会所前 - 季の郷湯ら里入口 - 只見中学校入口 - 只見駅
    - 2017年4月21日の特急「リバティ会津」運行開始を機に、首都圏から南会津・只見地域へのアクセス向上を図り、2019年4月1日より開設された。車両は定員9名のワゴン車。区間便などはなく、往復2便設定されている。全線を乗り通した時の運賃は1500円、只見町内のみの利用時は200円。国道289号駒止峠を経由する。[10]

## その他
- 会津線内の週末パスのフリーエリアは西若松駅から当駅までである。
- ホーム屋根の柱に南満州鉄道のレールが使われている[11]。

## 隣の駅
会津鉄道
■会津線
- ■特急「リバティ会津」発着駅

□快速「リレー号」（会津若松行きのみ運転）
会津下郷駅 ← 会津田島駅
□快速（無愛称の会津若松行き列車、当駅から会津若松方の各駅に停車）
田島高校前駅 ← 会津田島駅 ← 会津高原尾瀬口駅
□快速「AIZUマウントエクスプレス」（当駅から会津若松方の各駅に停車）
田島高校前駅 - 会津田島駅 - （1号は中荒井駅） - 会津高原尾瀬口駅
■区間快速
会津田島駅 - 会津高原尾瀬口駅
■普通「リレー号」
田島高校前駅 - 会津田島駅
■普通
田島高校前駅 - 会津田島駅 - 中荒井駅

#### 統計資料
1. ↑  第131回福島県統計年鑑